# Нокарело (Потенца)
Нокарело (итал. Nocarello) је насеље у Италији у округу Потенца, региону Базиликата.
Према процени из 2011. у насељу је живело 40 становника. Насеље се налази на надморској висини од 752 м.